# منطقة محمية عابرة للحدود

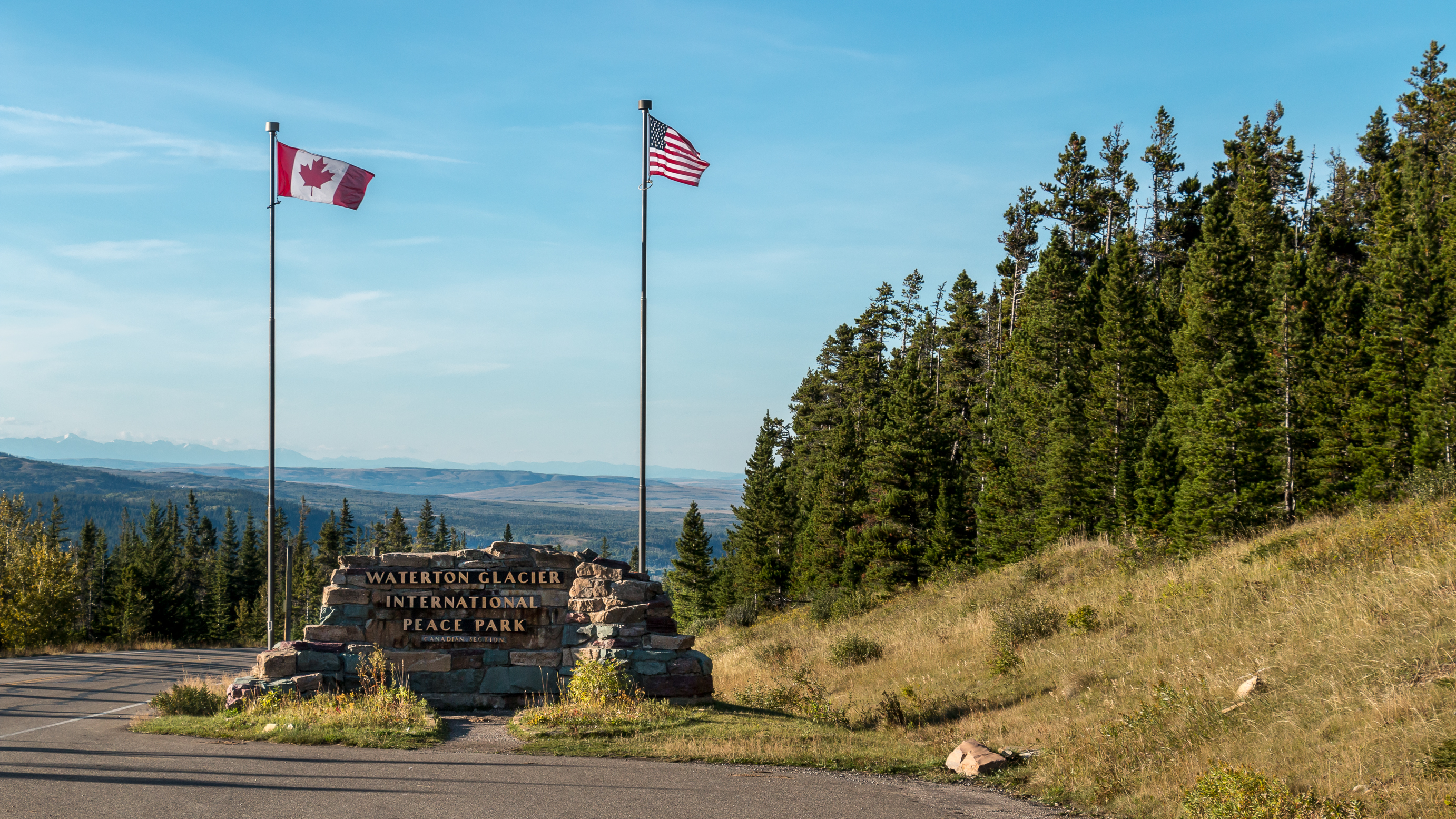
علم كندا وعلم الولايات المتحدة في حديقة واتيرتون-غلاشير الوطنية للسلام

المنطقة المحمية العابرة للحدود (بالإنجليزية: Transboundary protected area، واختصارًا: TBPA) هي منطقة بيئية محمية تمتد عبر حدود أكثر من بلد أو كيان دون وطني. تُعرف هذه المناطق أيضاً باسم مناطق الحفظ العابرة للحدود (TFCAs) أو حدائق السلام.
توجد المناطق المحمية العابرة للحدود في العديد من الأشكال حول العالم، وتؤسَّس لأسباب مختلفة. يُعد الحفاظ على أنماط هجرة الحيوانات التقليدية، وضمان مصادر كافية من الغذاء والماء للنمو السكاني، إحدى الأسباب المهمة لإنشاء المناطق المحمية العابرة للحدود. ومع ذلك، تُشجع المناطق المحمية العابرة للحدود أيضاً السياحة والتنمية الاقتصادية والتعاطف بين البلدان المجاورة، فضلاً عن تسهيل سفر السكان الأصليين في المنطقة.

## أنواع المناطق المحمية العابرة للحدود
تُوجد المناطق المحمية العابرة للحدود على شكل تكوينات جغرافية مُتنوعة، مع مستويات مختلفة من الحماية البيئية، ومع مختلف مستويات التعاون الدولي. بالإضافة إلى ذلك، تستخدم المنظمات المختلفة تعريفات مختلفة للمناطق المحمية العابرة للحدود. تُعرّف عالمة البيئة جوليا مارتون-ليفيفر على نطاق واسع المناطق المحمية العابرة للحدود على أنها «مجالات تنطوي على درجة من التعاون عبر أحد الحدود أو أكثر بين (أو داخل) البلدان». يُعرّف بروتوكول المجتمع التطويري الجنوب أفريقي المعني بالحفاظ على الحياة البرية وتنفيذ القانون المنطقة المحمية العابرة للحدود على أنها «منطقة أو جزء من منطقة بيئية كبيرة تمتد عبر حدود بلدين أو أكثر، بما في ذلك منطقة محمية واحدة أو أكثر، بالإضافة إلى مناطق متعددة لاستخدام الموارد». تضم الشبكة العالمية للمناطق المحمية العابرة للحدود (GTPAN) أربعة أنواع من «مناطق الحفظ العابرة للحدود»:
- النوع 1: المنطقة المحمية العابرة للحدود.
- النوع 2: المناظر الطبيعية الأرضية و/أو البحرية المحفوظة العابرة للحدود.
- النوع 3: مناطق الهجرة المحفوظة العابرة للحدود.
- تسمية خاصة: حدائق السلام.[8]

تُعرّف الشبكة العالمية للمناطق المحمية العابرة للحدود (GTPAN) المناطق المحمية العابرة للحدود على أنها «مساحة جغرافية محددة بوضوح تشمل مناطق محمية ترتبط بيئياً عبر حدود دولية واحدة أو أكثر وتتضمن شكلًا من أشكال التعاون».
تُعرّف الشبكة العالمية للمناطق المحمية العابرة للحدود (GTPAN) المناظر الطبيعية الأرضية و/أو البحرية المحفوظة العابرة للحدود على أنها «منطقة متصلة بيئياً تشمل كلًا من المناطق المحمية ومناطق استخدام الموارد المتعددة عبر واحد أو أكثر من الحدود الدولية وتشمل بعض أشكال التعاون».
تُعّرف الشبكة العالمية للمناطق المحمية العابرة للحدود (GTPAN) مناطق الهجرة المحفوظة العابرة للحدود على أنها «مواطن للحياة البرية في بلدين أو أكثر تُعتبر ضرورية للحفاظ على أعداد الأنواع المهاجرة وتتضمن نوعًا من التعاون».
تُعرّف الشبكة العالمية للمناطق المحمية العابرة للحدود (GTPAN) «حدائق السلام» على أنها «أي نوع من الأنواع الثلاثة من مناطق الحفظ العابرة للحدود المُكرسة لتعزيز والاحتفال و/أو إحياء ذكرى السلام والتعاون».
في كثير من الحالات، تُعدّ المناطق الفردية المحمية العابرة للحدود جزءًا من البرامج البيئية أو الثقافية الدولية الأوسع نطاقاً. يمكن أن تكون المناطق المحمية العابرة للحدود من مواقع للتراث العالمي و/أو من المناطق الرطبة المحمية بوجب معاهدة رامسار و/أو من محميات المحيط الحيوي التابعة لليونيسكو.

## تاريخ المناطق المحمية العابرة للحدود
في عام 1932، أصدرت حكومتا كندا والولايات المتحدة تشريعاً لإنشاء أول حديقة سلام دولية: منتزه واتون-جلاسير الدولي للسلام. جاء هذا الإجراء بعد قرار مشترك بين أندية الروتاري في مونتانا وألبرتا يدعو إلى إنشاء حديقة للسلام.
في 1 فبراير 1997، أسس أنطون روبرت، مع الأمير برنهارد من هولندا ونيلسون مانديلا، مؤسسة حدائق السلام كمنظمة غير ربحية لتسهيل إنشاء مناطق الحفظ العابرة للحدود.
كشفت دراسة أجراها الاتحاد العالمي للحفظ عام 2001 أنّ «هناك 166 مجمعًا حاليًا للمناطق المحمية العابرة للحدود عبر العالم تضم 666 منطقة حماية فردية».
في عام 2007، نشرت الشبكة العالمية للمناطق المحمية العابرة للحدود قائمة عالمية للمناطق المحمية العابرة للحدود تضم 227 منطقة.

## أمثلة على المناطق المحمية العابرة للحدود

### أفريقيا
مواقع التراث العالمي العابرة للحدود

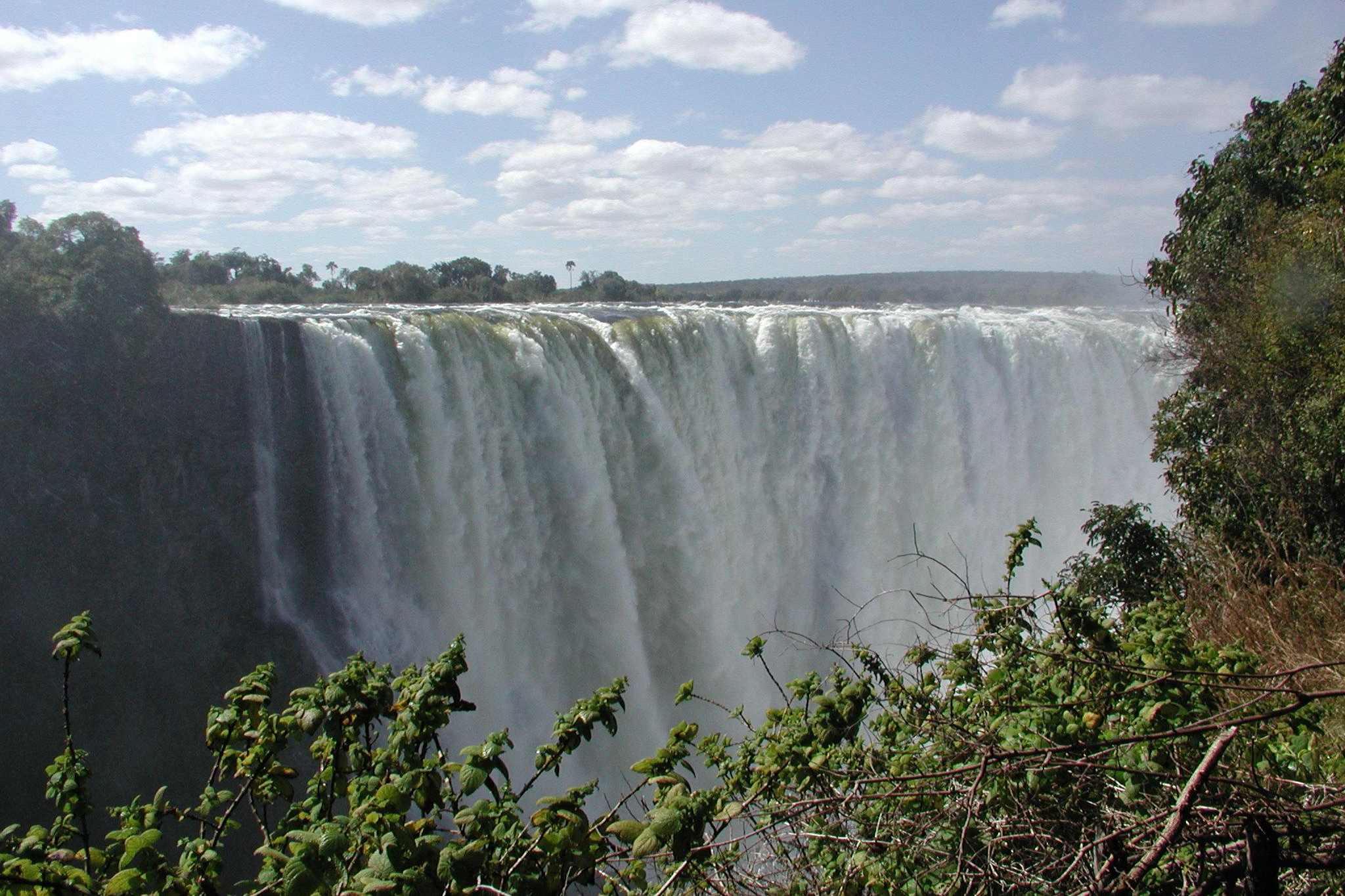
شلالات فيكتوريا الواقعة ضمن منطقة محمية على الحدود بين زامبيا وزيمبابوي.

- تُعدّ حديقة مالوتي دراكنزبرج من مواقع التراث العالمي على الحدود بين ليسوتو وجنوب أفريقيا. تُشكل حديقة سهلاثيبي الوطنية في ليسوتو وحديقة يوكالامبا دراكنزبرج قلب الموقع.[12]
- تُعدّ موسي ؤوا تونيا/شلالات فيكتوريا من مواقع التراث العالمي على الحدود بين زامبيا وزيمبابوي.[13]
- تُعدّ محمية جبل نيمبا الطبيعية المُتكاملة من مواقع التراث العالمي على الحدود بين ساحل العاج وغينيا.[14]
- تُعدّ غابة سانغا ترانيشانال من مواقع التراث العالمي على حدود الكاميرون وجمهورية أفريقيا الوسطى وجمهورية الكونغو. وتشكل حديقة لوبيك الوطنية، وحديقة زانكا ندونكي الوطنية، وحديقة نيوبال ندونكي الوطنية في الدول المعنية قلب الموقع، بالإضافة إلى مناطق إضافية مُغطاة بالغابات تمتد خارج الحدائق. توفر لجنة ترانيشانال للمراقبة والعمل التنسيق على المستوى الوزاري بين الدول الثلاثة.[15]

### أوروبا

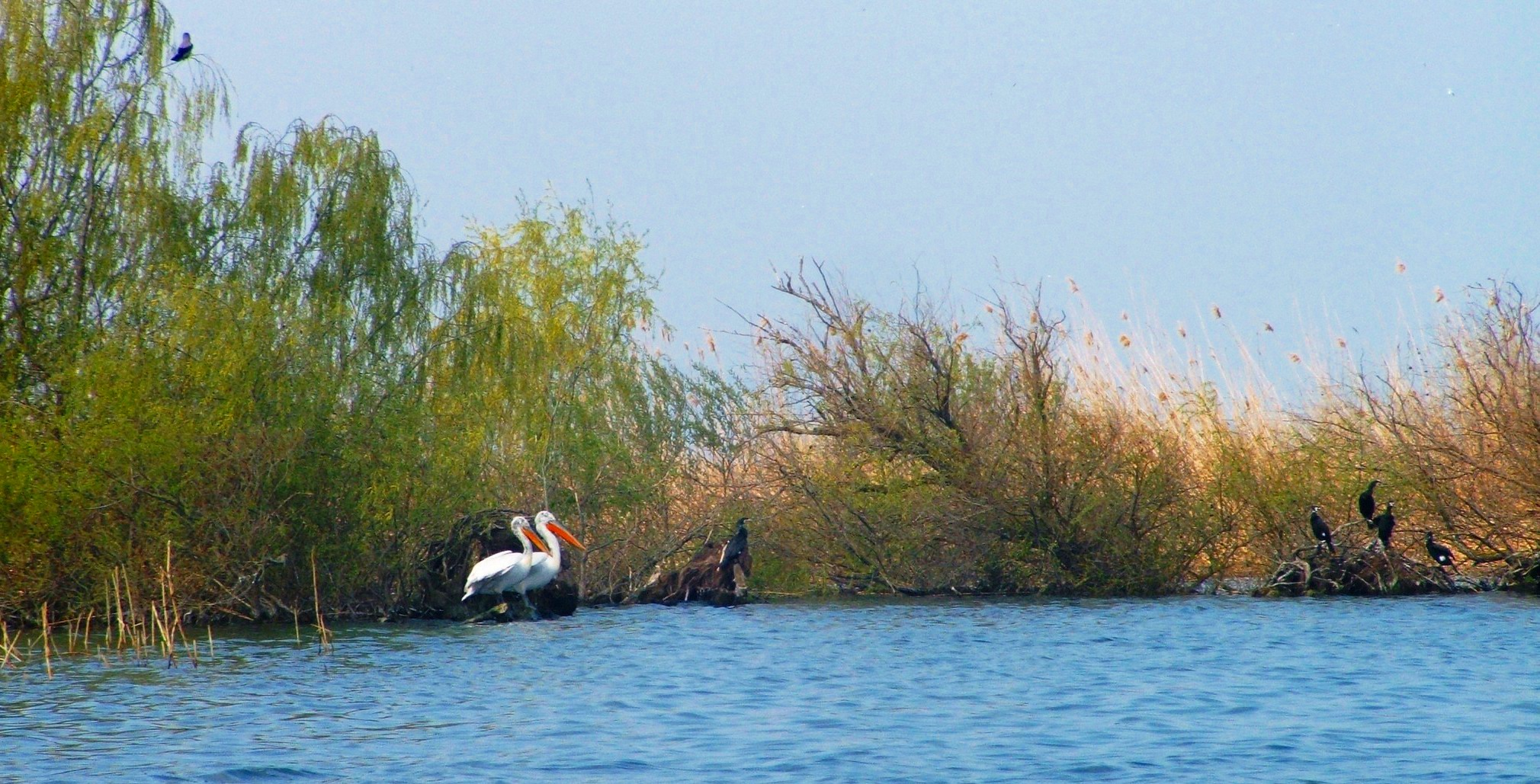
يعدّ دلتا الدانوب من المناطق المحمية العابرة للحدود.

مواقع التراث العالمي العابرة للحدود في أوروبا
- تعدّ غابة بياوفيجا من مواقع التراث العالمي على حدود بيلاروسيا وبولندا.[16]
- تُعدّ كهوف أغتيليك كارست والسلوفاكية كارست من مواقع التراث العالمي على حدود سلوفاكيا والمجر. تم تشكيلها من قبل حديقة آغتيليك الوطنية في المجر وحديقة كارست السلوفاكية الوطنية في سلوفاكيا. يحمي الموقع 712 من الكهوف الكارستية لصالح علم البيئة وعلم الحفريات والسياحة.[17]
- يعدّ برزخ قورش من مواقع التراث العالمي والواقع بين ليتوانيا وروسيا.[18]
- تُعدّ مونتي سان جيورجيو من مواقع التراث العالمي على الحدود بين إيطاليا وسويسرا.[19]
- تُعدّ حديقة مسكوير/ حديقة موزاكوفسكي من مواقع التراث العالمي على الحدود بين ألمانيا وبولندا.[20]

## تأثيرها على الحرب والسلام
تسمى المناطق المحمية العابرة للحدود أيضاً حدائق السلام. ومن المفترض أن تُسهل التعاون والتبادل بين الدول المُتخاصمة، لتحسين سبل عيش السكان المحليين، ولإظهار إمكانية التفاعلات الإيجابية، وبالتالي دعم العلاقات الدولية الأكثر سلمية. هناك العديد من الحالات المُوثقة التي ساهم فيها الحفظ العابر للحدود في حل نزاعٍ بين دولتين (على الرغم من أنه لم يكن الدافع الرئيسي للسلام)، كما حدث في منطقة فيرونغا بين جمهورية الكونغو الديمقراطية ورواندا وأوغندا، ومنطقة تريفينيو بين السلفادور وهندوراس، وفي منطقة كورديليرا ديل كوندور بين الإكوادور وبيرو. وفقاً لتحليل إحصائي نُشر في عام 2014، فإنّ الدول التي تشترك بمنطقةٍ محميةٍ عابرة للحدود تكون أقل احتمالاً للانخراط في نزاعاتٍ عسكرية مع بعضها البعض. ولكن يبقى السؤال ما إذا كانت المناطق المحمية العابرة للحدود هي الدافع وراء تحسين العلاقات بين الدول في هذه الحالات. جمع تحليل أكثر حداثة بياناتٍ من مصادر مختلفة لإظهار أنّ التعاون البيئي الدولي (في شكل المناطق المحمية العابرة للحدود ومعاهدات المياه) يزيد من احتمال المصالحة بين الدول المتنازعة. ومع ذلك، فإنّ التأثير متواضع ويعتمد على عددٍ من العوامل ذات العلاقة مثل المستويات العالية من الاهتمام البيئي والاستقرار السياسي الداخلي وعادات التعاون البيئي وعمليات المصالحة الجارية بالفعل.
ومع ذلك، ينتقد عدد من المؤلفين حدائق السلام لتأثيرها المحدود للغاية على العلاقات الرسمية بين الدول، بل ويمكنها تسريع النزاعات على المستوى المحلي، من خلال بسط سيطرة الدولة (الاستبدادية) على سبيل المثال، وعن طريق إعطاء الأولوية للأعمال والسياحة على حساب مصالح السكان المحليين، وباستبعاد السكان المحليين من المناطق المحمية. يمكن للمناطق المحمية العابرة للحدود أيضاً تحفيز النزاعات الدولية (ذات المستوى المنخفض)، على سبيل المثال حول تقاسم العائدات أو الوجود البشري في المنتزهات.

## دورة مكثفة مفتوحة على الإنترنت حول تطوير وإدارة حدائق السلام
تم تطوير دورة تدريبية ضخمة على الإنترنت حول تطوير وإدارة حدائق السلام من قبل مكتب اتفاقية التنوع البيولوجي الإداري (SCBD)، ومبادرة حوار السلام والتنوع البيولوجي الخاصة بالمكتب بالشراكة مع برنامج الأمم المتحدة الإنمائي ومنتدى الإستراتيجيات وخطط العمل الوطنية للتنوع البيولوجي NBSAP. تُقدّم هذه الدورة المجانية التي تستمر لمدة ثلاثة أسابيع بخمس لغات: الإنجليزية والفرنسية والإسبانية والروسية والعربية. يتم توفير الدعم المالي من قبل مبادرة حوار السلام والتنوع البيولوجي الخاصة بمكتب اتفاقية التنوع البيولوجي الإداري التابعة لاتفاقية التنوع البيولوجي والتي تمولها وزارة البيئة في جمهورية كوريا.
توفر تلك الدورة ما يلي:
- دليل شامل حول إنشاء حديقة السلام.
- تعليم المشاركين تقديم حجج قوية لتطوير حدائق السلام.
- تطوير المهارات للتّخطيط الفعال لحدائق السلام وإنشائها وإدارتها.
- معالجة التحديات المرتبطة بإنشاء وإدارة هذه المناطق المحمية العابرة للحدود.

صُممت الدورة التدريبية للمشاركين في تطوير حدائق السلام وللمتحمسين لبناء السلام البيئي ولكنها مفتوحة للجميع. يجب على المشاركين إنشاء حساب على موقع Learning for Nature قبل التسجيل في الدورة

## وصلات خارجية
- مؤسسة منتزهات السلام (بالإنجليزية)
- نظرة عامة: منتزه لا أميستاد العالمي - اليونسكو (بالإنجليزية)